# Sant Marc Vell
Sant Marc és una església del municipi de Castellfollit del Boix (Bages). Actualment l'ermita de Sant Marc es troba a la finca Mas Palomes.
La capella de Sant Marc es troba actualment en estat ruïnós. Era un edifici d'una sola nau rectangular construït sobre una llosa de pedra amb la porta orientada a l'oest. Dels seus elements estructurals encara manté el mur d'entrada amb el campanar d'espadanya i un dels murs laterals, on s'hi veuen els forats que suportaven les bigues de fusta.
Aquesta capella rural era un dels llocs de culte de la família Grevalosa. Apareix documentada a finals del s. XIII i s'hi venerava la imatge de Sant Marc.